# Norweskie okręty podwodne typu B
Okręty podwodne typu B – norweskie okręty podwodne z okresu dwudziestolecia międzywojennego. W latach 1915–1930 w krajowej stoczni Karljohansvern w Horten zbudowano sześć okrętów tego typu. Przyjęte do służby w marynarce norweskiej w latach 1923–1930 do wybuchu II wojny światowej operowały na Morzu Północnym. Podczas kampanii norweskiej w kwietniu 1940 roku cztery jednostki (B-2, B-4, B-5 i B-6) zostały zdobyte przez Niemców, którzy dwie ostatnie wcielili następnie do Kriegsmarine jako UC-1 i UC-2. Napaść niemiecką jako jedyny przetrwał B-1, któremu udało się przedostać do Wielkiej Brytanii, natomiast B-3 został samozatopiony w kwietniu 1940 roku.

## Projekt i budowa
Po wybuchu I wojny światowej i przejęciu przez Niemcy ostatniej jednostki typu A – A-5 Norwegowie rozpoczęli poszukiwania innych dostawców w celu pozyskania kolejnych okrętów. Pod uwagę brano stocznie brytyjskie, włoskie i amerykańskie, z których zdecydowano się na położoną na terenie neutralnych w tym momencie Stanów Zjednoczonych stocznię Electric Boat, co miało dać gwarancję dostawy okrętów mimo toczących się działań wojennych. Rząd Norwegii w 1915 roku zamówił więc sześć okrętów według projektu EB 406B (EB 64B), bardzo zbliżonego do koncepcji amerykańskich jednostek typu L, które miały powstać w krajowej stoczni w Horten z materiałów dostarczonych z USA. Tocząca się na Atlantyku wojna podwodna spowodowała jednak zatrzymanie dostaw amerykańskich podzespołów i materiałów do Norwegii, a przez to budowa okrętów po położeniu stępek została przerwana. W zamian stocznia usiłowała sprzedać Norwegom sześć nieodebranych przez Rosję z powodu wybuchu rewolucji okrętów typu H, jednak zostały one przejęte przez US Navy. W rezultacie okręty zostały ukończone długo po wojnie, wchodząc do służby w latach 1923–1930 .
Wszystkie jednostki typu B zostały zbudowane w stoczni Karljohansvern w Horten . Stępki okrętów położono w latach 1915–1925, a zwodowane zostały w latach 1922–1929 .
| Okręt | Stocznia | Początek budowy | Wodowanie        | Wejście do służby   |
| ----- | -------- | --------------- | ---------------- | ------------------- |
| B-1   | Horten   | 1915            | 1 sierpnia 1922  | 1 lutego 1923       |
| B-2   | Horten   | ?               | 15 sierpnia 1923 | 1 października 1924 |
| B-3   | Horten   | ?               | 25 stycznia 1924 | 1 czerwca 1926      |
| B-4   | Horten   | ?               | 19 grudnia 1923  | 2 maja 1927         |
| B-5   | Horten   | grudzień 1925   | 17 czerwca 1929  | 1 października 1929 |
| B-6   | Horten   | grudzień 1925   | 4 września 1929  | 1 maja 1930         |

## Dane taktyczno-techniczne
Jednostki typu B były okrętami podwodnymi o konstrukcji jednokadłubowej o długości całkowitej 51 metrów, szerokości 5,33 metra i zanurzeniu 3,5 metra . Wyporność standardowa w położeniu nawodnym wynosiła 420 ton, a w zanurzeniu 545 ton. Okręty napędzane były na powierzchni przez dwa silniki wysokoprężne Sulzer o łącznej mocy 900 KM, a pod wodą poruszały się dzięki dwóm silnikom elektrycznym o łącznej mocy 700 KM (zarówno silniki Diesla, jak i elektryczne wyprodukowano w Horten). Dwa wały napędowe poruszające dwoma śrubami zapewniały prędkość 14,5 węzła na powierzchni i 10,5 węzła w zanurzeniu . Zapas paliwa wynosił 19 ton . Zasięg wynosił 2900 Mm przy prędkości 9 węzłów w położeniu nawodnym i 150 Mm przy prędkości 3 węzłów w zanurzeniu . Dopuszczalna głębokość zanurzenia wynosiła 60 metrów .
Okręty wyposażone były w cztery dziobowe wyrzutnie torped kalibru 450 mm z łącznym zapasem sześciu torped . Uzbrojenie artyleryjskie stanowiło pokładowe działo przeciwlotnicze Bofors kal. 76 mm L/28 .
Załoga pojedynczego okrętu składała się z 23 oficerów, podoficerów i marynarzy.

## Służba

### Marynarka norweska
Okręty podwodne typu B po ukończeniu sukcesywnie wcielano do służby w marynarce wojennej - pierwszy okręt (B-1) przyjęto w 1923 roku, a ostatni (B-6) w 1930 roku . Jednostki operowały początkowo na Morzu Północnym. W chwili rozpoczęcia II wojny światowej okręty były już przestarzałe . Wszystkie wzięły udział w kampanii norweskiej w kwietniu 1940 roku, w wyniku której cztery jednostki (B-2, B-4, B-5 i B-6) zostały zdobyte przez Niemców , a jedna (B-3) została zatopiona przez własną załogę . Napaść niemiecką jako jedyny przetrwał B-1, który przedostał się do Wielkiej Brytanii i służył do 1944 roku jako okręt szkolny.

### Kriegsmarine
Z czterech zdobytych okrętów typu B Niemcy po przeprowadzeniu koniecznych remontów wcielili do Kriegsmarine w latach 1940–1941 dwa ostatnie (B-5 i B-6), odpowiednio jako UC-1 i UC-2  . Obie jednostki były wykorzystywane jako okręty szkolne w U-Abwehrschule w Gotenhafen i Bergen  . UC-1 został wycofany ze służby 28 marca 1942 roku i następnie złomowany . UC-2 zakończył służbę w Bergen w październiku 1944 roku , a 3 maja 1945 roku został samozatopiony w Kilonii (po wojnie wrak wydobyto i zezłomowano) .